# Лидерсхаген
Лидерсхаген (њем. Lüdershagen) општина је у њемачкој савезној држави Мекленбург-Западна Померанија. Једно је од 64 општинска средишта округа Нордфорпомерн. Према процјени из 2010. у општини је живјело 592 становника. Посједује регионалну шифру (AGS) 13057055.

## Географски и демографски подаци
Лидерсхаген се налази у савезној држави Мекленбург-Западна Померанија у округу Нордфорпомерн. Општина се налази на надморској висини од 17 метара. Површина општине износи 13,9 km². У самом мјесту је, према процјени из 2010. године, живјело 592 становника. Просјечна густина становништва износи 42 становника/km².